# Mo Yan
Guan Moye (en xinès tradicional: 謨業; en xinès simplificat: 管谟业; en pinyin: Guǎn Móyè), conegut pel pseudònim de Mo Yan (en xinès simplificat: 莫言; en pinyin: Mò Yán), (Gaomi, Shandong, 17 de febrer del 1955) és un novel·lista xinès i també escriptor de relats curts, Premi Nobel de Literatura el 2012. L'autor va adoptar el pseudònim Mo Yan que vol dir 'no parlis' en mandarí, en la seva primera novel·la. Aquest sobrenom el va escollir perquè tenia tendència a ser massa directe i volia recordar-se a si mateix que havia de controlar-se.
S'ha dit d'ell que és un dels escriptors xinesos més famosos i també del qual més s'han piratejat les seves obres. Va rebre el Premi Nobel de literatura de l'any 2012, anunciat l'11 d'octubre del 2012. Se l'ha equiparat a Franz Kafka o a Joseph Heller, i també a Milan Kundera, i s'ha dit d'ell que ha creat un món complex que recorda els de William Faulkner i Gabriel García Márquez, prenent com a punt de partida la tradició literària xinesa i la cultura narrativa popular.
Abans del 2012, era conegut pels lectors occidentals principalment per dues novel·les, les quals van ser la base de la pel·lícula Hong gao liang (Melca roja). Se li va concedir el Premi Nobel pel seu treball com a escriptor: "Qui, amb un realisme al·lucinant, fusiona els contes populars, la història i la contemporaneïtat". Açò fa que es consideri que tinga un paper important al desenvolupament del realisme al·lucinant.

## Biografia
Mo Yan nasqué en una família d'agricultors. Va deixar d'anar a l'escola durant la Revolució cultural per passar a treballar en una fàbrica que produïa petroli. S'uní a l'Exèrcit d'Alliberament del Poble quan tenia 20 anys i va començar a escriure quan era un soldat, l'any 1981. El 1991, obtingué un màster en literatura de la Universitat Normal de Beijing.

## Obres[1]
- Touming de hong luobo, 1986
- 《红高粱家族》Hong gaoliang jiazu, 1987
- Baozha, 1988
- Tiantang suantai zhi ge (Les balades de l'all), 1988
- 《欢乐》Huanle shisan zhang, 1989
- Shisan bu (Tretze passos), 1989
- 《酒国》Jiuguo (La república del vi), 1992
- 《食草家族》Shicao jiazu, 1993
- Dao shen piao, 1995
- 《丰乳肥臀》Fengru feitun (Pits grans i malucs amples), 1996
- 《红树林》Hong shulin, 1999
- 《师傅越来越幽默》Shifu yuelai yue youmo (Shifu: no faràs res per un riure), 2000
- 《檀香刑》Tanxiangxing, 2001
- Cangbao tu, 2003
- 《四十一炮》Sishiyi pao, 2003
- 《生死疲劳》Shengsi pilao (La vida i la mort m'estan portant), 2006
- 《蛙》Wa (Granota), 2009
- Bian (变) 2010. Traducció al català de Carles Prado-Fonts.[10]

## Adaptacions al cinema[4]
- 1987: Hong gao liang (Melca roja), dirigida per Zhang Yimou, adaptació de Hong gaoliang jiazu
- 2000: Happy Times (Temps feliços), dirigida per Zhang Yimou, adaptació de Shifu yuelai yue youmo
- 2003: Nuan, dirigida per Huo Jianqi, adaptació del recull de contes Swing del gos blanc

## Reconeixement[4]
Premis
- 2005: Kiriyama Prize, Notable Books, per Fengru feitun
- 2006: Fukuoka Asian Culture Prize XVII
- 2009: Newman Prize for Chinese Literature, per Shengsi pilao
- 2010: Honorary Fellow, Modern Language Association
- 2011: Mao Dun Literature Prize, winner, per Wa
- 2012: Premi Nobel de Literatura

Nominacions
- 1998: Neustadt International Prize de Literatura
- 2007: Man Asian Literary Prize, per Fengru feitun